# Villa Torlonia (Roma)
Villa Torlonia è un parco con un complesso di edifici, sito nel quartiere Nomentano a Roma. Già proprietà della famiglia Torlonia, fu residenza di Mussolini, e dal 1978 è un parco pubblico. I suoi edifici storici ospitano i musei di Villa Torlonia. 
Ha l'ingresso principale in via Nomentana, altri due ingressi in via Lazzaro Spallanzani, ed è delimitata da via Siracusa, via di Villa Massimo e via Alessandro Torlonia.

## Storia

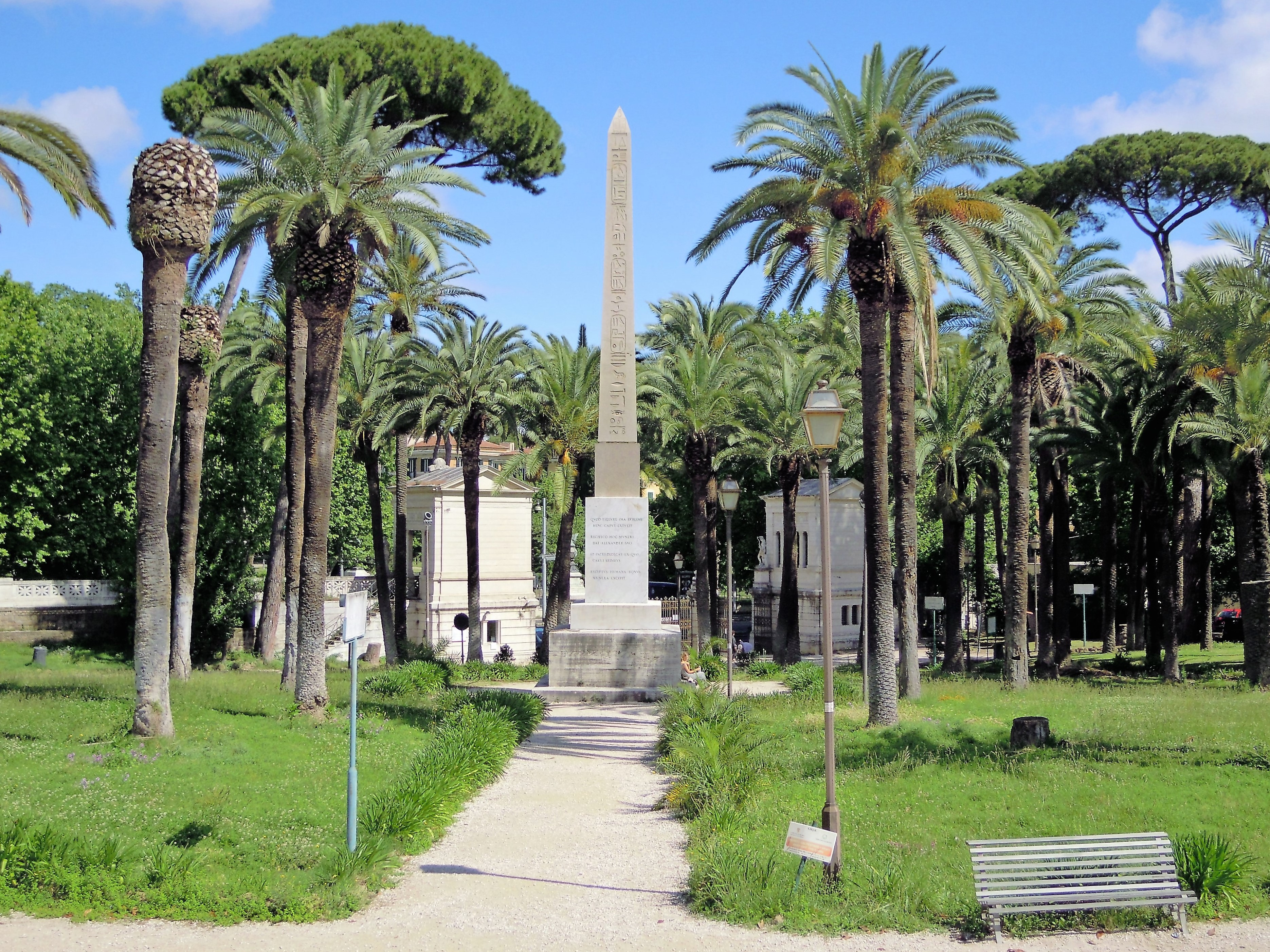
L'obelisco della villa

Dal XVII a metà del XVIII secolo la proprietà appartenne ai Pamphilj, che la utilizzarono come tenuta agricola, similmente ad altre situate nella stessa zona. Pervenne poi per eredità nella seconda metà del XVIII secolo al cardinale Girolamo Colonna mantenendone la natura di terreno agricolo ed iniziando la costruzione del primo nucleo della villa. Ceduta dopo la sua morte dalla sua famiglia al banchiere Giovanni Raimondo Torlonia nel 1797, costui dava incarico nel 1806 di realizzare la villa su progetto dell'architetto Giuseppe Valadier, che venne terminata per il figlio Alessandro. Valadier trasformò due edifici preesistenti (l'edificio padronale e il casino Abbati) in un palazzo e nell'odierno Casino dei Principi; costruì le Scuderie e un ingresso, oggi demolito in seguito all'ampliamento della via Nomentana. L'architetto risistemò il parco, creando viali simmetrici e perpendicolari alla cui intersezione è posto il palazzo. Contemporaneamente, la villa venne abbellita con sculture d'arte classica appositamente acquistate.
Nel 1832 Alessandro Torlonia, succeduto al defunto padre Giovanni, incaricò Giovan Battista Caretti di continuare i lavori sulla villa. I particolari gusti del principe determinarono la costruzione di un Tempio di Saturno, dei Falsi Ruderi e della Tribuna con Fontana, oltre che della Coffee-house, della Cappella di Sant'Alessandro e dell'Anfiteatro, oggi non più esistenti.
Collaborarono alla progettazione della villa Giuseppe Jappelli, che si occupò della sistemazione della parte meridionale e vi realizzò la Capanna Svizzera e la Serra Moresca, e Quintiliano Raimondi, il quale operò sul Teatro e sull'Aranciera, oggi Limonaia.
Nella zona sud, differentemente da quella settentrionale, caratterizzata da un gusto neoclassico, vennero creati laghetti, viali a serpentina e nuovi edifici: la Capanna Svizzera, la Serra, la Torre, la Grotta Moresca e il Campo da Tornei. Inoltre, nel 1842, Alessandro fece erigere due obelischi in memoria dei genitori.
Il successore, Giovanni, oltre a trasformare la Capanna Svizzera nell'attuale Casina delle Civette, fece edificare un nuovo muro di cinta, il Villino Medievale e il Villino Rosso.
Nel 1919 all'interno del parco della villa fu scoperto un cimitero sotterraneo ebraico di epoca romana.
Negli anni 1920, Giovanni Torlonia concesse la residenza ufficiale a Benito Mussolini. Mussolini con la sua famiglia si trasferì al Casino Nobile, mentre il principe si trasferì alla Casina delle Civette. Il duce pagava un affitto annuale simbolico di una lira; affitto concesso alle stesse condizioni anche dopo la morte del principe, avvenuta nel 1939, dall'erede Alessandro Gerini. Mussolini e il principe Carlo Torlonia, fratello di Giovanni, costruirono un rifugio contro i bombardamenti. La famiglia Mussolini lasciò la Casina dopo il 25 luglio 1943. Dal 1944 al 1947 la villa fu occupata dal comando anglo-americano.
Nel periodo successivo alla guerra, la villa, tornata alla proprietà dei Torlonia, venne abbandonata attraversando un periodo di decadenza, fino a quando, nel 1977 venne acquistata dal Comune di Roma e trasformata in parco pubblico. Dal 1991 iniziò il restauro dei vari edifici, trasformati in sedi museali. I lavori di ristrutturazione hanno consentito la riapertura al pubblico di quasi tutti gli elementi del complesso.

## Edifici e luoghi d'interesse
- Casino Nobile
- Casino dei Principi
- Casina delle Civette
- Limonaia
- Serra moresca
- Teatro Torlonia
- Villino rosso
- Villino Medievale
- Scuderie
- Catacombe

### Gli ingressi attuali
Ingresso monumentale con propilei
L'attuale ingresso su Via Nomentana e il relativo muro di cinta vennero edificati tra il 1905 e il 1911 su progetto di Enrico Gennari in seguito all'arretramento della facciata dovuto all'ampliamento della carreggiata che prevedeva la demolizione del vecchio muro di cinta e degli annessi ingressi. Ai lati dell'ingresso si ergono due propilei in ordine ionico e composito, con basamento bugnato e lastre in travertino; la cancellata a sei ante è in ferro battuto intervallata da due pilastri in travertino sostenenti dei globi in vetro che sostengono a loro volta delle aquile bronzee. Nel basamento dei due fabbricati si trova il corpo di vigilanza della villa e la biglietteria. Al piano superiore sono poste delle paraste marmoree con scanalature con capitelli ionici. Ai lati si trovano dei capitelli compositi. Ai lati dei due loggiati copie di statue i cui originali sono posti nel museo del Casino Nobile, tra cui degni di menzione Pandora, la Pudicizia e un Fauno.
Ingresso di Via Spallanzani e villino di portineria

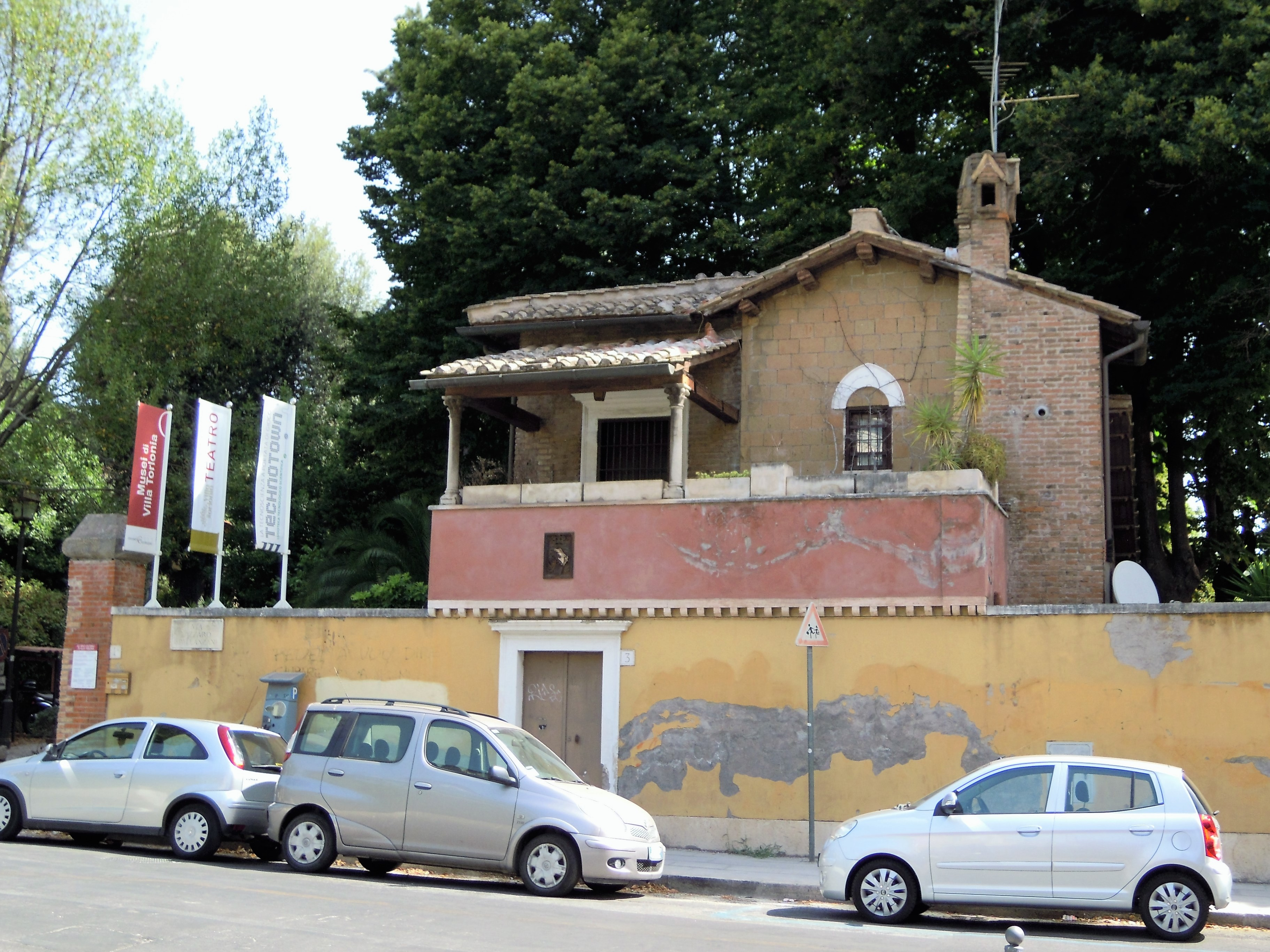
Il villino di portineria in via Spallanzani

La costruzione del Villino medievale aveva reso necessaria l'apertura di un nuovo ingresso su via Spallanzani e l'edificazione di un edificio di portineria. L'ingresso è composto da una semplice struttura con due pilastri in laterizio sormontato da due vasi in terracotta. Il villino, destinato al custode della villa, è un edificio a due livelli che imita in formato ridotto il vicino villino medievale.

### Casino Nobile o Casino Principale

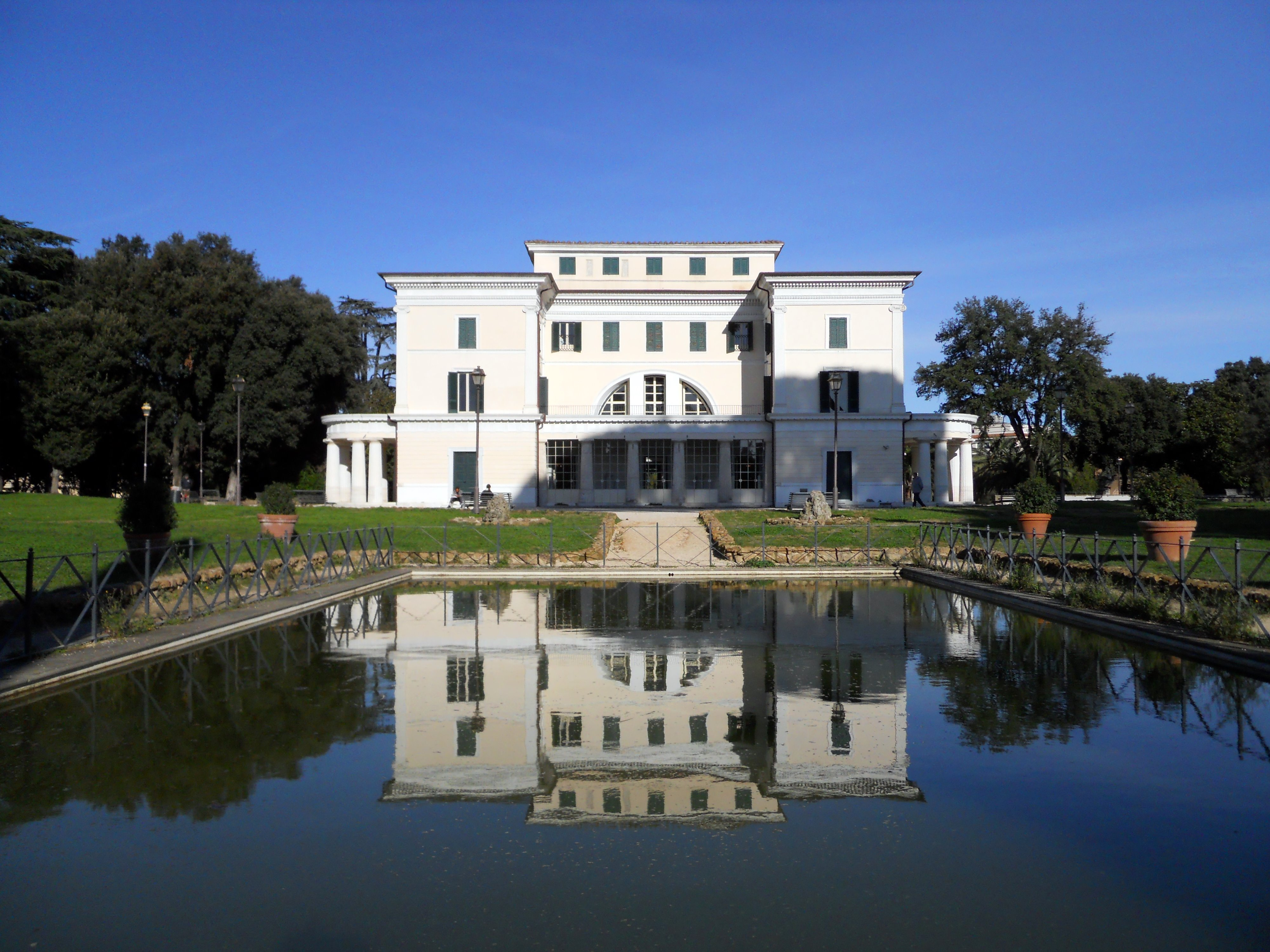
Retro (lato nord-est) del Casino Nobile

Il Casino Nobile è un esempio di architettura neoclassica, con colonne e paraste marmoree di ordine gigante. I portici laterali e il pronao palladiano sono opera di Giovan Battista Caretti: a lui si devono pure i partiti decorativi di stile gotico e pompeiani di numerosi ambienti interni. Il frontone in terracotta, raffigurante il trionfo di Bacco, è di un allievo del Canova, Rinaldo Rinaldi.
Una volta acquistata la Vigna Colonna nel 1797, Giovanni Torlonia affidò a Giuseppe Valadier il compito di ristrutturare il palazzo. L'architetto, tra il 1802 e il 1806, ristrutturò e ampliò l'edificio, detto anche "Casino nobile". Il Valadier inserì nella sala da pranzo (Salle à manger, detta oggi Sala da ballo), degli specchi per migliorare e moltiplicare l'effetto dell'illuminazione dall'esterno. Domenico Del Frate eseguì dei dipinti e Antonio Canova dei bassorilievi in gesso, alcuni dei quali sono esposti nella stanza a "Bercerau".
Dopo la morte di Giovanni, nel 1832, l'incarico di abbellire il Casino passò al figlio Alessandro che, per migliorare l'impatto visivo del palazzo, fece aggiungere un pronao con loggia all'ingresso. Inoltre affidò a Francesco Podesti la decorazione ad affresco della Sala di Bacco; il Podesti dipinse così il Mito di Bacco, le Quattro stagioni e i Tre continenti.
Il piano terra e il piano nobile servivano per ospitare i nobili nei ricevimenti, da cui il nome di "Casino nobile", mentre seminterrato e secondo piano erano lasciati alla servitù.
Dal seminterrato si accede anche a un bunker antiaereo fatto costruire da Mussolini e a una sala ipogea in stile simil-"tomba etrusca".

### Casino dei Principi

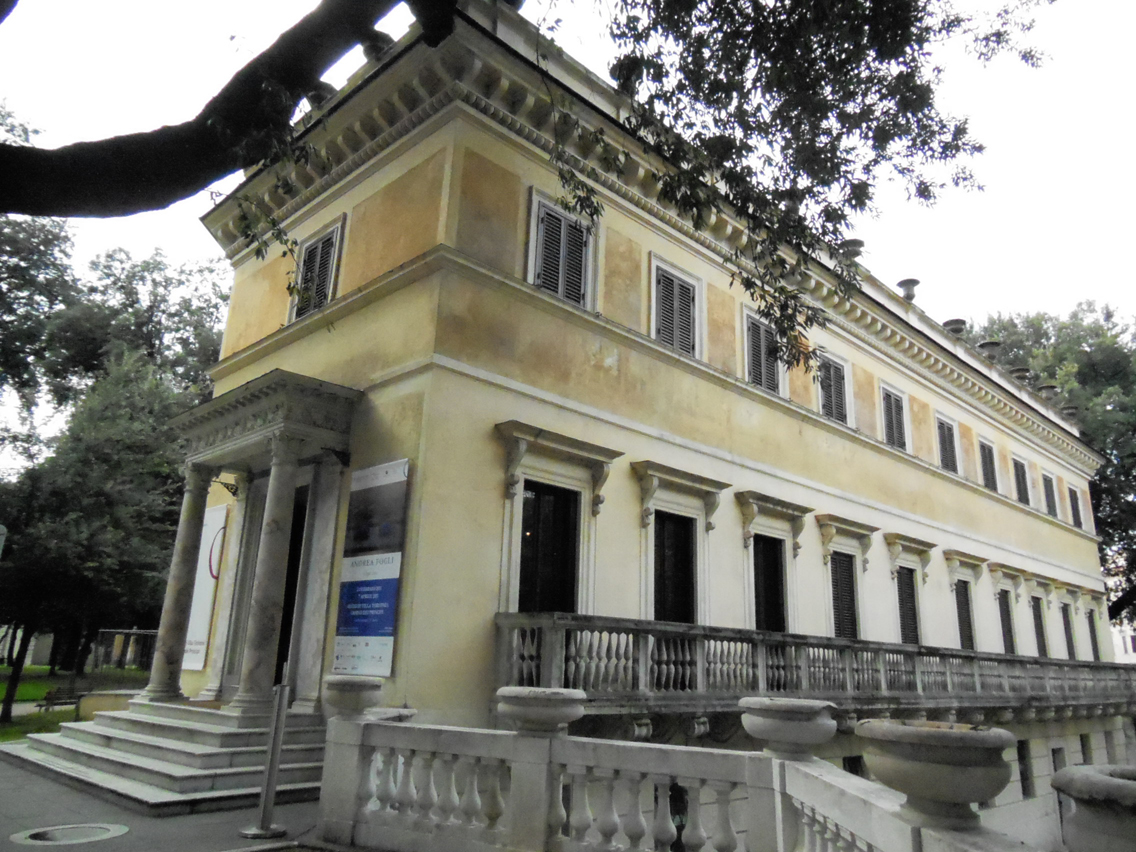
Il casino dei principi

Questo casino, originariamente un edificio rurale della Vigna Abati, venne restaurato su ordine del principe Alessandro da Giovan Battista Caretti tra il 1835 e il 1840, in stile neorinascimentale. Collegato al "Casino principale" tramite una galleria sotterranea, svolgeva la funzione di sala per i ricevimenti.
Tra le decorazioni originali, il fregio rappresentante il "Trionfo di Alessandro a Babilonia", mentre, nelle tre sale del piano nobile facevano un tempo bella mostra di sé affreschi raffiguranti l'antica Grecia e l'antica Roma, e nella sala da pranzo alcune pitture del golfo di Napoli opera di allievi del Caretti. Tra le altre opere di pregio, da ricordare le decorazioni novecentesche della prima sala di Giovan Battista Caretti e Filippo Bigioli.

### La Casina delle Civette

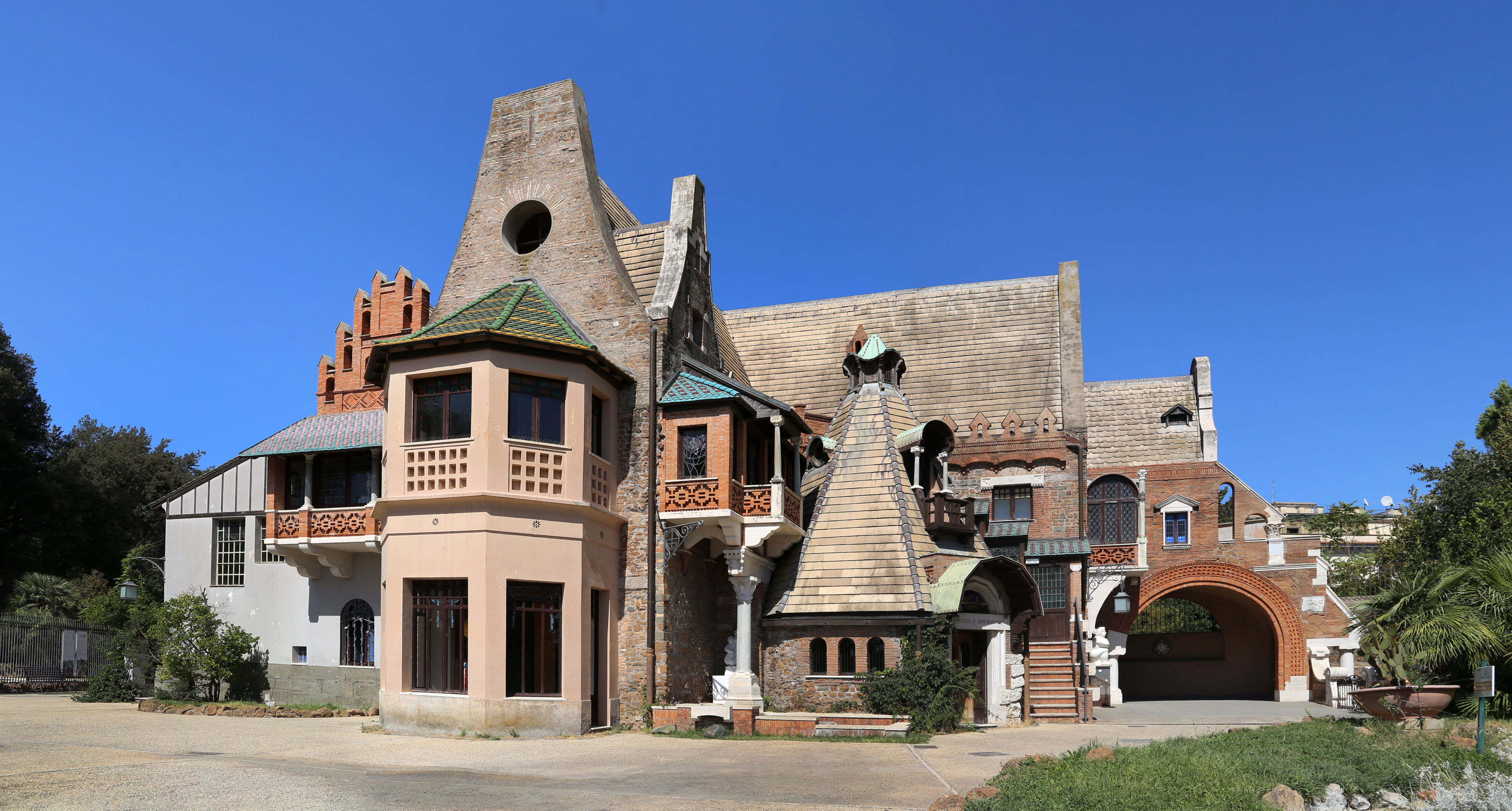
La Casina delle Civette

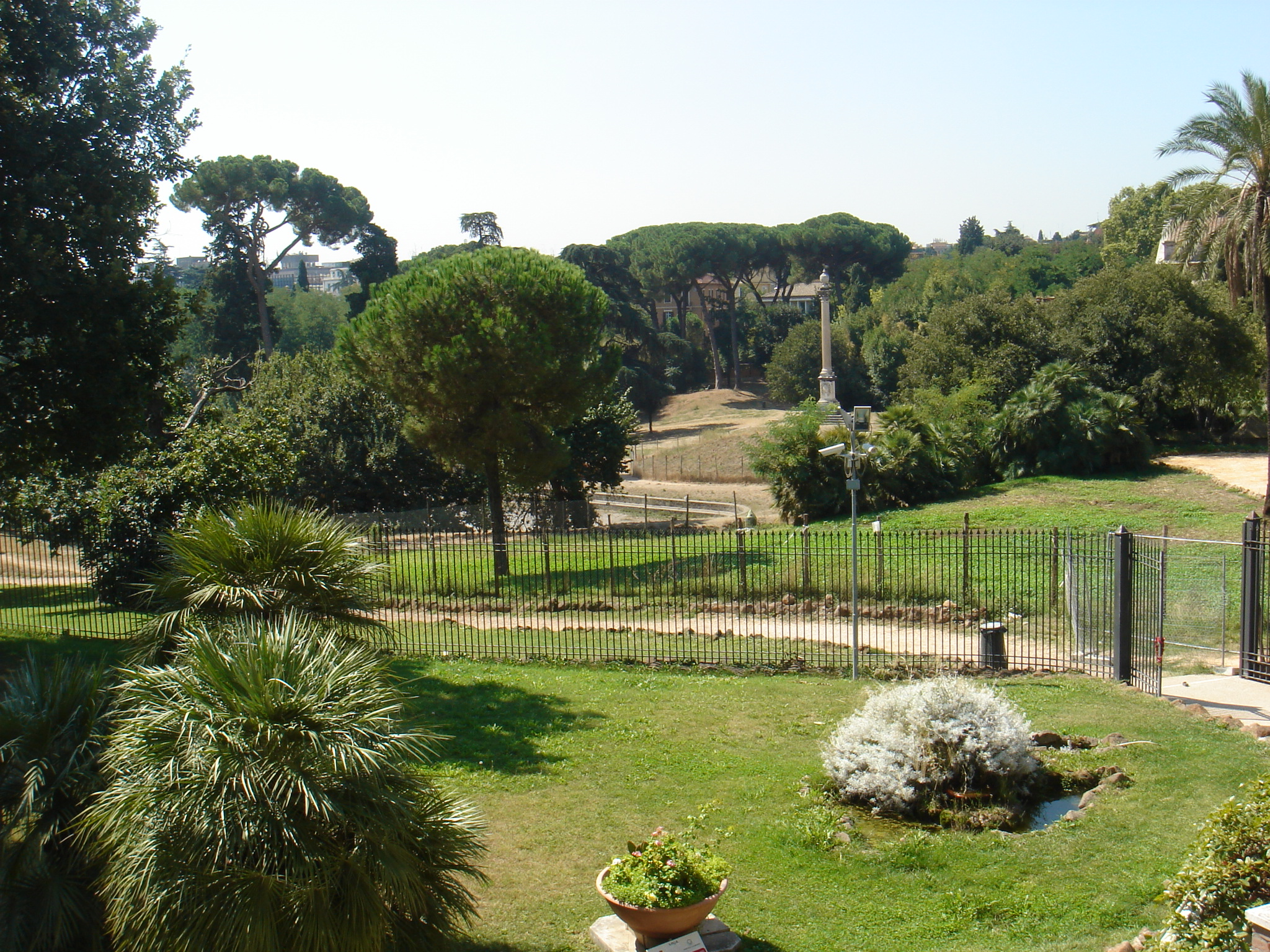
Il giardino della Casina delle Civette

L'attuale Casina delle Civette sorge dove si trovava una volta la Capanna Svizzera, voluta da Alessandro Torlonia e costruita nel 1840 da Giuseppe Jappelli, riparata rispetto al palazzo principale da una piccola collina artificiale. La Casina odierna conserva solo l'impianto murario a forma di "L", la copertura e il gusto rustico dell'insieme che si presentava, una volta, come l'imitazione di un rifugio alpino.
Su indicazione di Giovanni Torlonia il Giovane, dal 1908, la Capanna iniziò a essere trasformata per opera dall'architetto Enrico Gennari in un "Villaggio Medioevale" caratterizzato da porticati, torrette e loggette, decorato da maioliche e vetrate.
Nel 1914 venne installata una vetrata, disegnata da Duilio Cambellotti, raffigurante due civette e dei tralci d'edera. Grazie a essa e alla presenza ricorrente di quest'uccello nelle decorazioni, ispirate dall'amore di Giovanni per l'esoterismo, la casina iniziò a essere chiamata Villino delle Civette. Nel 1917 vennero aggiunte delle nuove strutture in stile Liberty da Vincenzo Fasolo, che curò il lato meridionale dell'edificio.
All'interno, la Casina, disposta su due piani, è riccamente decorata da stucchi, maioliche, mosaici, pitture, sculture e ferri battuti. Tra tutte, spiccano le numerose vetrate che caratterizzano l'intera costruzione.
Nel 1944 iniziò un periodo di degrado per la Villa, quando essa venne occupata da parte delle truppe alleate che vi sarebbero rimaste fino al 1947. La Casina delle Civette, già in pessime condizioni al momento dell'acquisto da parte del Comune, subì, oltre a vari furti e atti di vandalismo, un incendio nel 1991.
Dal 1992 al 1997 la Casina fu tuttavia sottoposta a un lungo restauro, che ha permesso l'apertura al pubblico di questo edificio, primo tra tutti quelli della villa.

### Il Teatro Torlonia

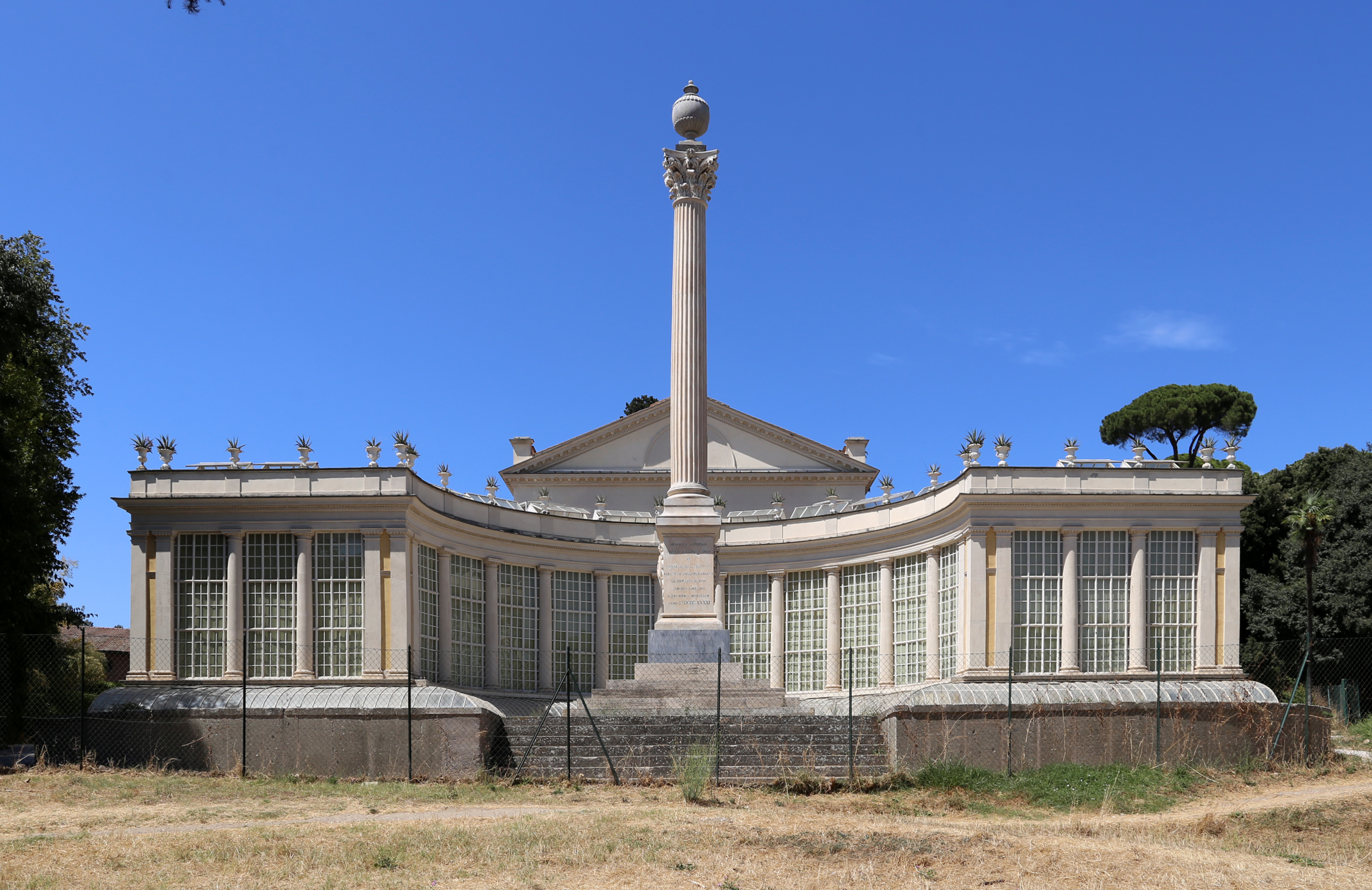
Il teatro

Costruito tra il 1841 e il 1873. Dopo lavori di restauro, ha riaperto nel 2013.

### Complesso della Serra moresca

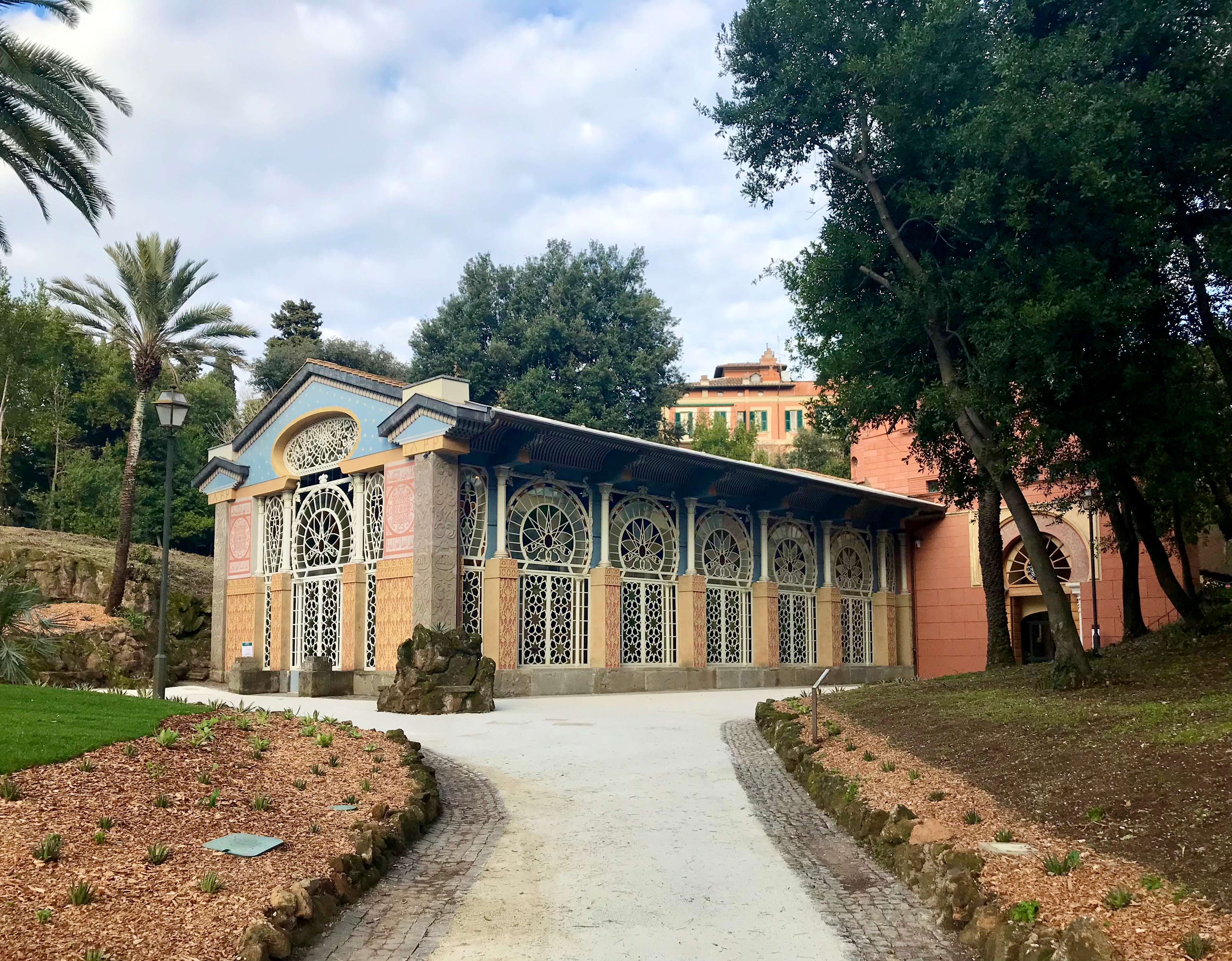
La serra moresca

Si tratta di un complesso in stile neomoresco, risalente agli anni 1840 e progettato da Giuseppe Jappelli. L'edificio principale è senza dubbio la Serra moresca, ma figurano annessi anche altri elementi architettonici (come la torre e la grotta). Dopo lavori di restauro, la serra è stata riaperta nel 2021 mentre dal 2023 è stata resa possibile, con prenotazione e solo in date fisse, anche la visita della torre.

### Falsi ruderi

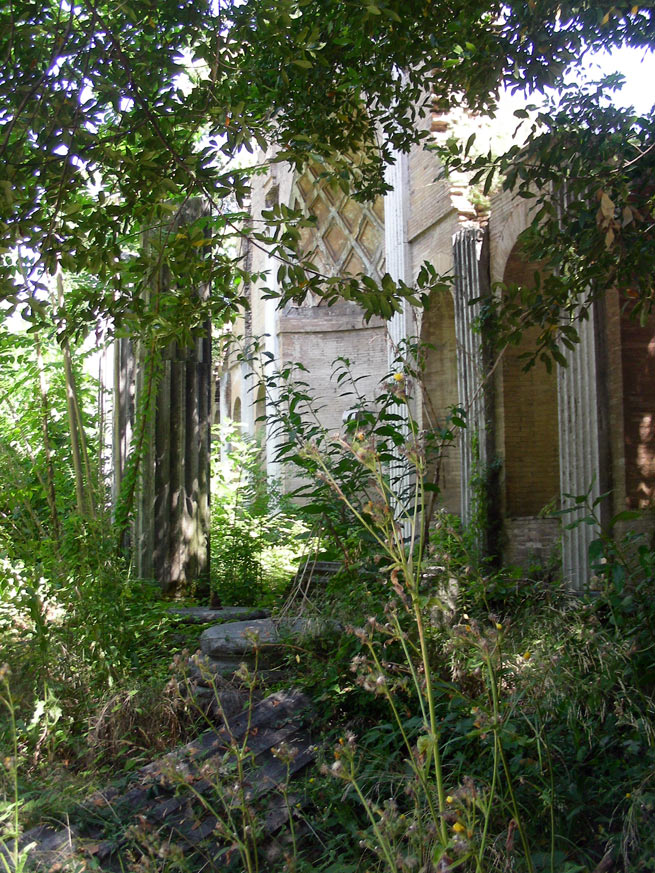
Falsi ruderi

Si trovano sul viale che porta alla Casina delle Civette, sopra il muro di cinta.
L'immissione di falsi ruderi fu dovuta a una moda che nacque nel XVI secolo, per poi svilupparsi nella seconda metà del XVIII secolo e proseguire nel secolo successivo.
La struttura viene commissionata nel 1762 dal cardinale Girolamo Colonna di Sciarra che incaricò Ignazio Muratori. Il Muratori utilizzò del materiale proveniente dalla Villa di Domiziano di Castel Gandolfo e del Palazzo della Rovere ai Santi Apostoli. La struttura, tuttavia, nel 1763 rimane incompiuta per via della morte di Ignazio Muratori. Nel 1832 il duca Alessandro Torlonia incarica Giovan Battista Caretti di completare l'opera, il quale la termina nel 1842. Nel 1978 il comune di Roma, espropriando la Villa al senatore Alessandro Gerini, in quanto non manteneva la cura necessaria agli edifici, recintò indi tutti gli edifici della villa.
Il complesso è composto da un muraglione in mattoni suddiviso in sei nicchie, più un nicchione centrale con semi-cupola costituita da un cassettonato a losanghe. Le nicchie, in cui erano alloggiate le statue ora poste al Casino Nobile, sono suddivise da paraste corinzie. Di fronte, v'è un filare di ruderi di colonne in travertino con scanalature e basi attiche.

### Tempio di Saturno

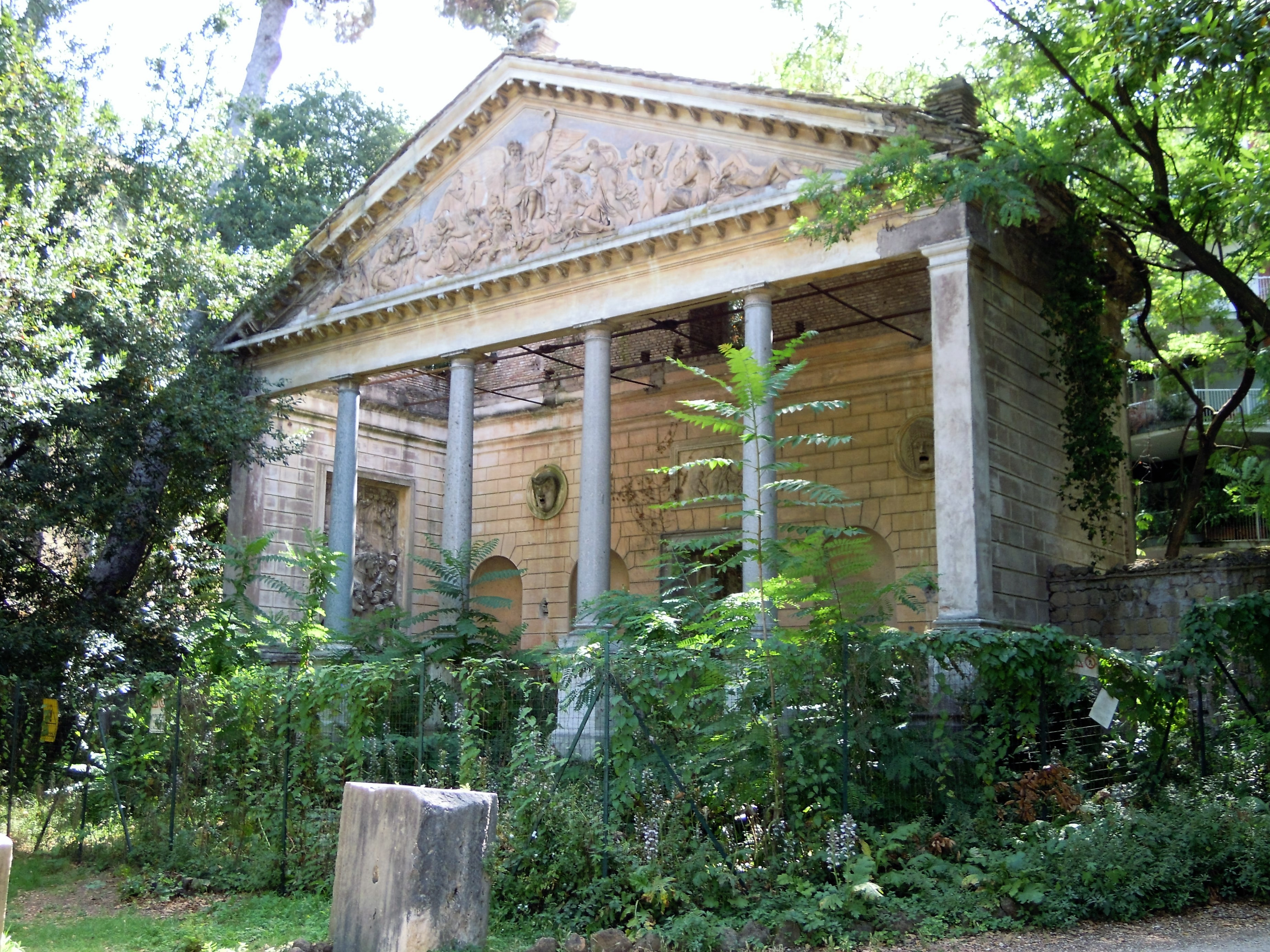
Tempio di Saturno

È sito sul viale che porta alla Casina delle Civette. Innalzato da Giovan Battista Caretti tra il 1836 e il 1838 a imitazione dei templi antichi, ha come suo modello il Tempio di Esculapio di Asprucci realizzato nel 1786 per Villa Borghese. L'edificio è modesto, composto del solo pronao e quattro colonne doriche di granito. La vegetazione nasconde la parte retrostante rimasta incompleta. Ivi si trovano due casolari usati in antico come cucine e una zona recintata. Nelle incisioni antiche, davanti al tempio, si notano dei tavoli rotondi, forse utilizzati per riunioni all'aperto. Il frontone presenta una decorazione in terracotta opera di Vincenzo Gajassi, che ha per tema l'"Allegoria della vita umana" e "Il Tempo che trionfa sulla Gioia, sull'Arte e sulla Cultura". Al centro della raffigurazione vi è il Dio del Tempo, ovverosia Saturno che regge la falce, tra un serpente e un leone; ai lati, "Le quattro Stagioni". Sulle pareti interne si trovano invece riprodotti due dei tre altorilievi provenienti dall'arco di Marco Aurelio e oggi in Palazzo dei Conservatori. Sopra il portale è posto un rilievo in terracotta della fine del XVIII secolo che ha per soggetto Bacco che dona la vite; ai lati due maschere teatrali in stucco. Sono andati perduti dei busti che coronavano il timpano.
È uno dei pochi edifici della villa a dovere essere ancora restaurato.

### Tribuna con fontana

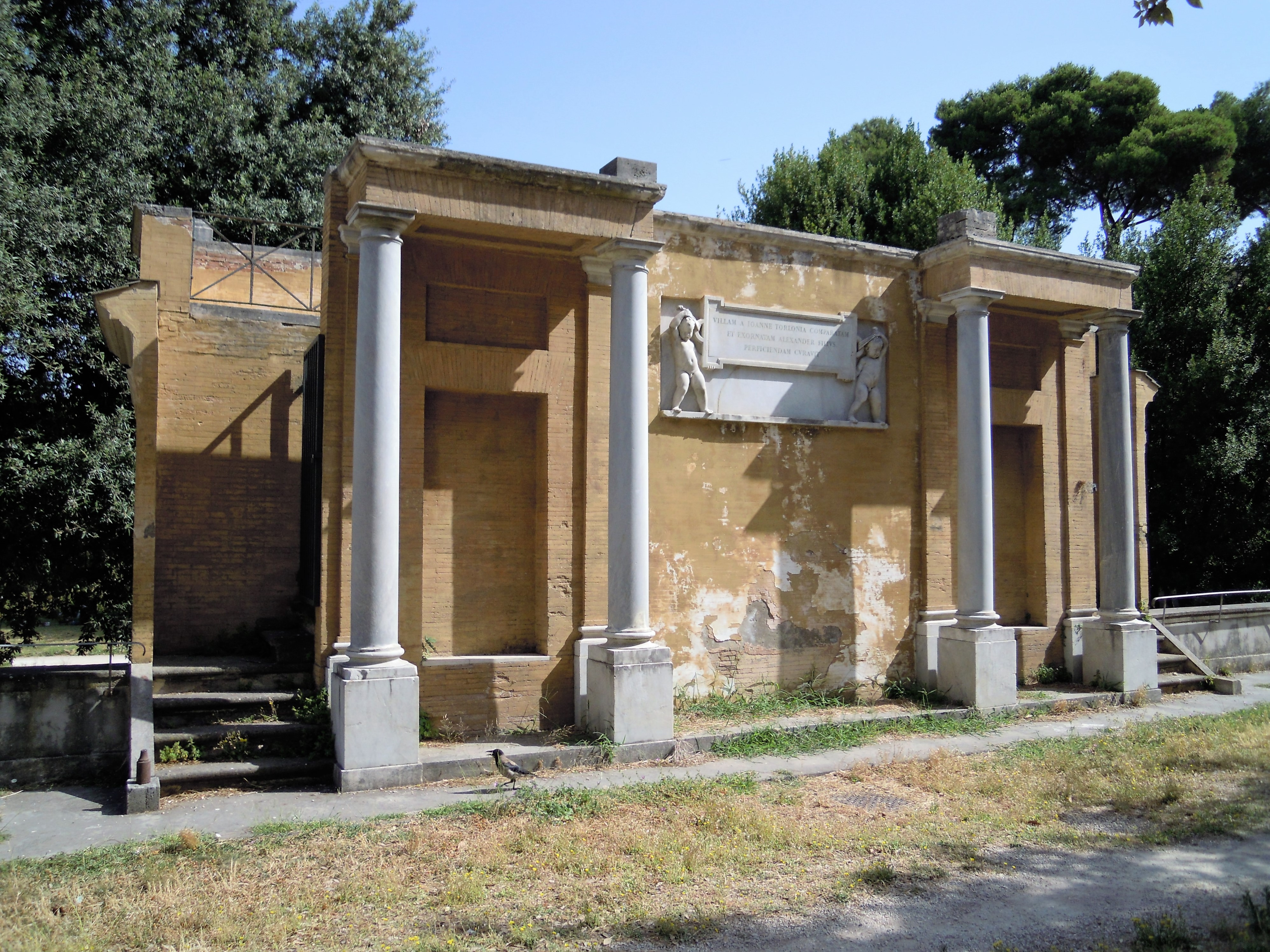
La fontana di Giovan Battista Caretti

È situata presso il lato orientale del Casino Nobile a ridosso della collina artificiale di Jappelli. Verosimilmente, è l'ultima opera progettata per Villa Torlonia dal Caretti. Il lato prospiciente la collina è divisa da alcune colonne poste a ridosso della parete marmorea con due bassorilievi raffiguranti due putti ai lati di un'iscrizione celebrativa del committente. Il prospetto su via Nomentana è monumentale. Sulle gradinate laterali coperte da peperino sono posti coppi di azalee. Davanti alla composizione floreale dovevano trovarsi statue, sarcofagi e ruderi archeologici, oggi perduti. Nella nicchia centrale vi era un decorazione raffigurante Enea in fuga da Troia, e si trova tuttora la fontana in stile barocco composta da una vasca semicircolare e una decorazione a muro, mentre in quelle laterali sono state poste delle opere della collezione Torlonia. Sopra la fontana vi è una targa con un'iscrizione. Le tre nicchie sono separate da colonne ioniche.

### Campo da tornei

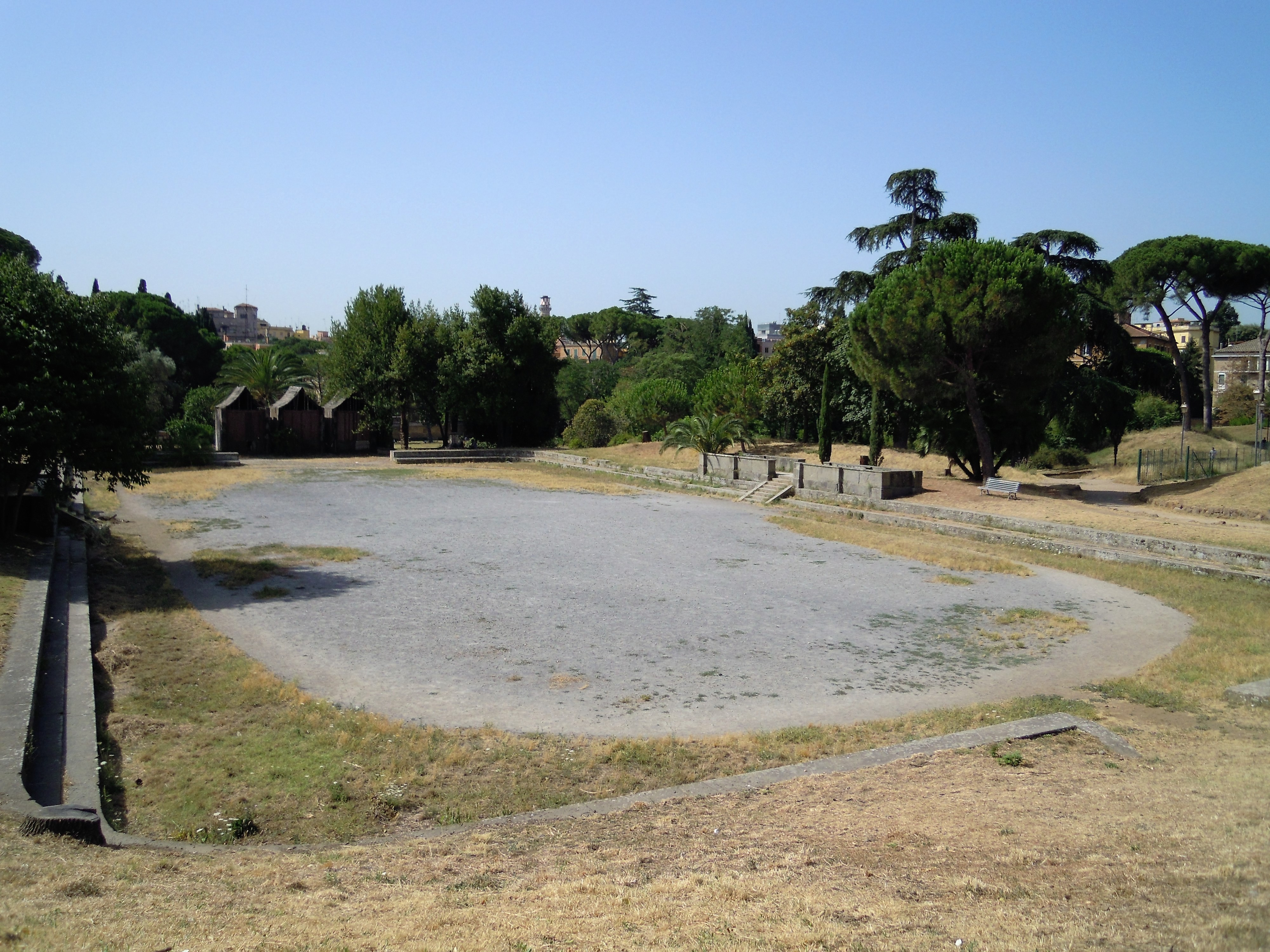
Il campo da tornei, con gradinate e le tre tende sullo sfondo

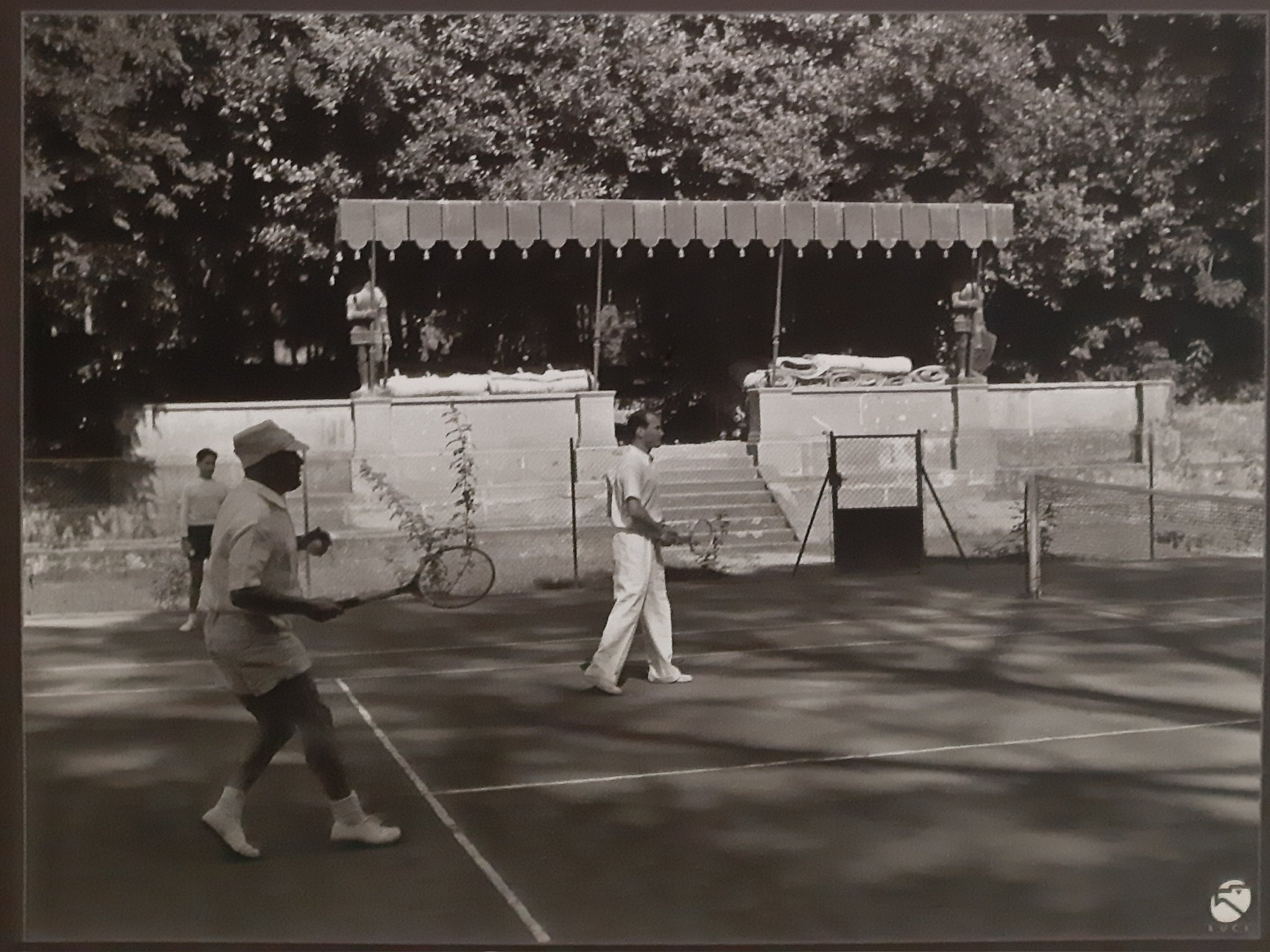
Mussolini gioca a tennis nel Campo da Torneo a Villa Torlonia. E' visibile la tenda medievale.

Il campo da tornei si trova tra il Teatro e la Serra Moresca, progettato da Jappelli sul modello medievale, cristiano e in stile richiamante Ludovico Ariosto. Le gradinate per gli spettatori sono in peperino. Su di un lato sono poste tre tende rosso-nere. Da foto d'epoca si evince che sul lato orientale doveva trovarsi una tenda in ferro e rame sorretta da figure in ghisa, e là la principessa Torlonia si poneva con la sua corte. Invece, la tenda del principe era posta sulla sommità del colle ed era decorata da uno stemma in rame e un altro in metallo. Oggi le tende dei principi sono scomparse, come le figure in ghisa, ma esistevano ancora all'epoca di Mussolini, come testimoniano alcune foto che lo ritraggono in loco mentre gioca a tennis.
Seguono edifici della villa, restaurati nei lavori avviati negli anni 1990.

### La limonaia
Viene detta anche Aranciera. La costruzione fu commissionata da Alessandro Torlonia. Originariamente, fu destinata come agrumeto e serra di fiori. Nello schizzo di Giuseppe Jappelli del 1839, si può notare una dicitura: "Teatro ed Aranciera del sig. Raimondi". Nonostante la carenza di fonti, si può dire che l'edificazione dell'edificio avvenne dopo il 1840, ossia dopo il matrimonio di Alessandro Torlonia con Teresa Colonna in quanto, sulla facciata, vi sono gli stemmi delle due famiglie a sancire l'unione dei due casati. Quintiliano Raimondi realizzò questo edificio in maniera diversa rispetto al progetto di Jappelli costruendolo staccato dall'adiacente teatro. La pianta è rettangolare. L'esterno presenta bugne in tufo. Delle finestre sono alternate a delle porte-finestre con delle strombature molto accentuate e sormontate da finestre a forma di oculi. Il tetto è rivestito di tegole marsigliesi. L'interno è in tufo con capriate in legno. Il pavimento, a scacchiera è in travertino e peperino. In una descrizione del 1905 è accennato un piccolo palco a tre arcate per il riparo di agrumi e di fiori posto al lato di un piccolo camino ligneo in stile barocco, ai cui lati erano posti due satiri e, sulla cimasa, due putti che sostenevano un orologio. Inoltre, ai lati del camino vi erano due piccole botti realizzate in peperino che avevano la funzione di fontane rustiche. Il tutto era verniciato con della porporina a imitazione del bronzo dorato. Il camino venne verosimilmente distrutto durante l'occupazione degli alleati nel 1944-1947 e fu sostituito da uno più piccolo in mattoni e cemento. A ridosso della Limonaia vi era una dipendenza adibita a ricovero dei braccianti e come custodia degli attrezzi, edificio che venne sostituito dal Villino Medievale come residenza di Giulio Borghese Colonna. Un documento del 1911 cita una fontana presso la limonaia, oggi di difficile identificazione. Negli anni trenta del XX secolo, fu affittata all'Istituto Luce e fu anche utilizzata per proiezioni cinematografiche private durante la residenza di Mussolini nella villa. Dopo i lavori di restauro, la limonaia è stata adibita a punto di ristoro. Nel cortile limitrofo sono stati piantati dei limoni a ricordo della sua antica destinazione d'uso.

### Il villino medievale

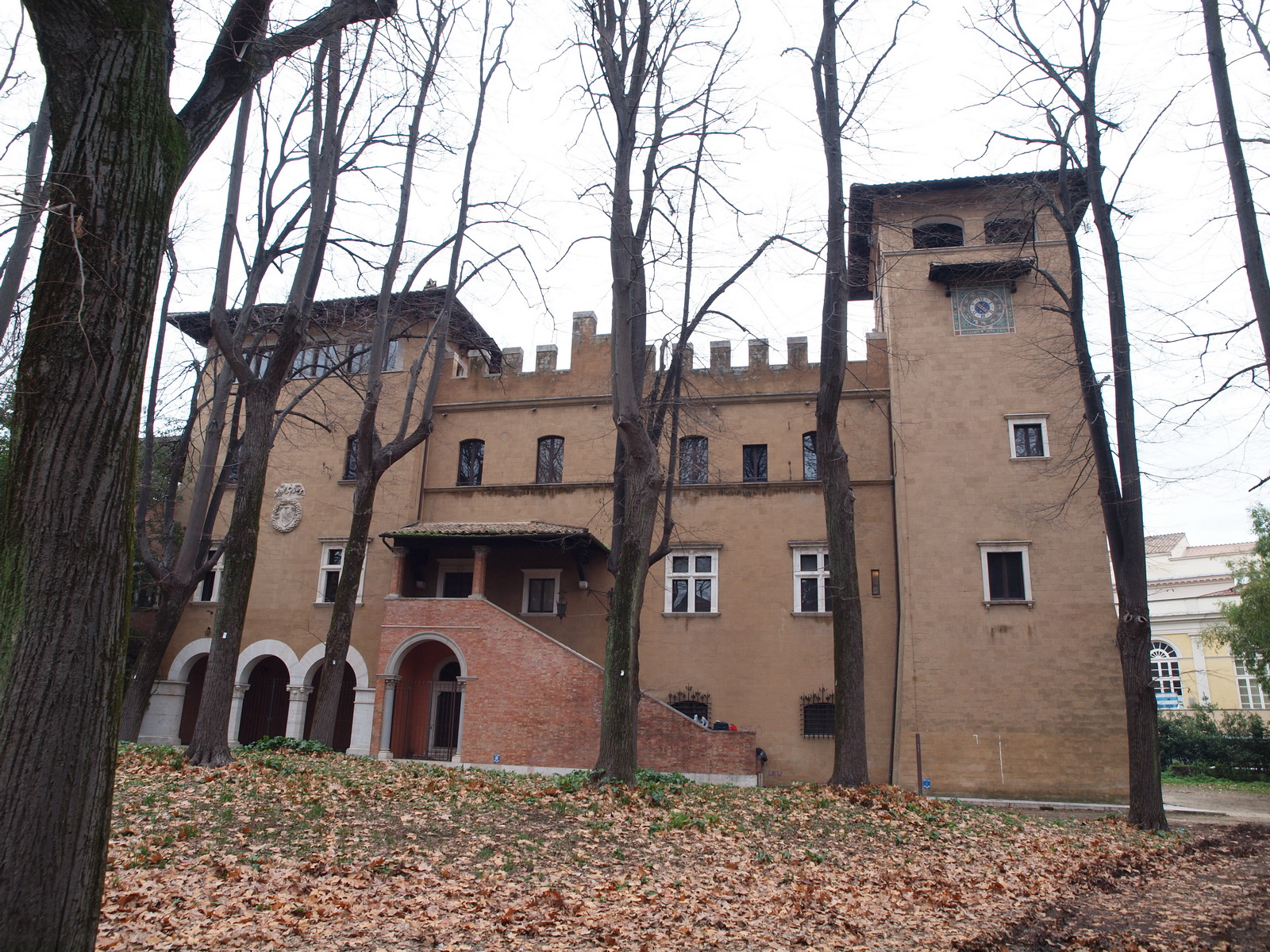
Il villino medievale

Anna Maria Torlonia, prima della sua morte, redasse un testamento in cui lasciò scegliere al marito un edificio tra le sue proprietà. Suo marito, con i suoi figli, optò per la costruzione ex novo di un edificio, con ingresso a via Spallanzani, nella Villa. Il progetto, disegnato da Enrico Gennari fu presentato nel 1906 e i lavori vennero ultimati già l'anno successivo. Già nell'ottobre del 1906 vennero pagati dei lotti di lavori in cui venne usato il cemento armato, mentre l'anno seguente vennero ultimate le decorazioni. Cesare Picchiarini si curò delle vetrate artistiche. L'edificio, che è uno dei più grandi della villa, sfrutta l'appoggio su un lato della limonaia, mentre l'altra su via Spallanzani è su tre livelli. L'edificio è molto composito e si compone di torre, altana, scalinate e porticati ed è in stile neo-medievale. Le rose e le stelle, elementi dello stemma dei Torlonia, sono posti su delle colonne che sostengono la loggia sita sopra l'ingresso occidentale del villino. Sulla facciata di via Spallanzani è posto un orologio decorato con i segni zodiacali. Sopra l'ingresso del lato occidentale è rappresentata una fenice che risorge dalle ceneri, a significare l'eternità della famiglia Torlonia. I muri sono in tufo, laterizio e decorazioni marmoree. Gli ambienti principali sono: un salone al pian terreno con un gran camino e il soffitto a cassettoni decorati, e una sala al primo piano con il soffitto a capriate con sottostante fregio dipinto con stemmi della città e dei rioni di Roma, in cui era verosimilmente inserito lo stemma dei Torlonia, oggi quasi del tutto sbiadito. Il principe creò anche un giardino in cui piantò dei fiori a bulbo, mentre in una serra, di cui rimangono dei resti, si conservavano delle piante pregiate. Il villino fu abitato da Giulio Borghese Torlonia fino alla sua morte, avvenuta nel 1915. Il restauro ha riportato l'aspetto originario. Dopo i lavori di restauro, è divenuto sede di una ludoteca con tecnologie avanzate e itinerari di realtà virtuale.

### Il villino rosso

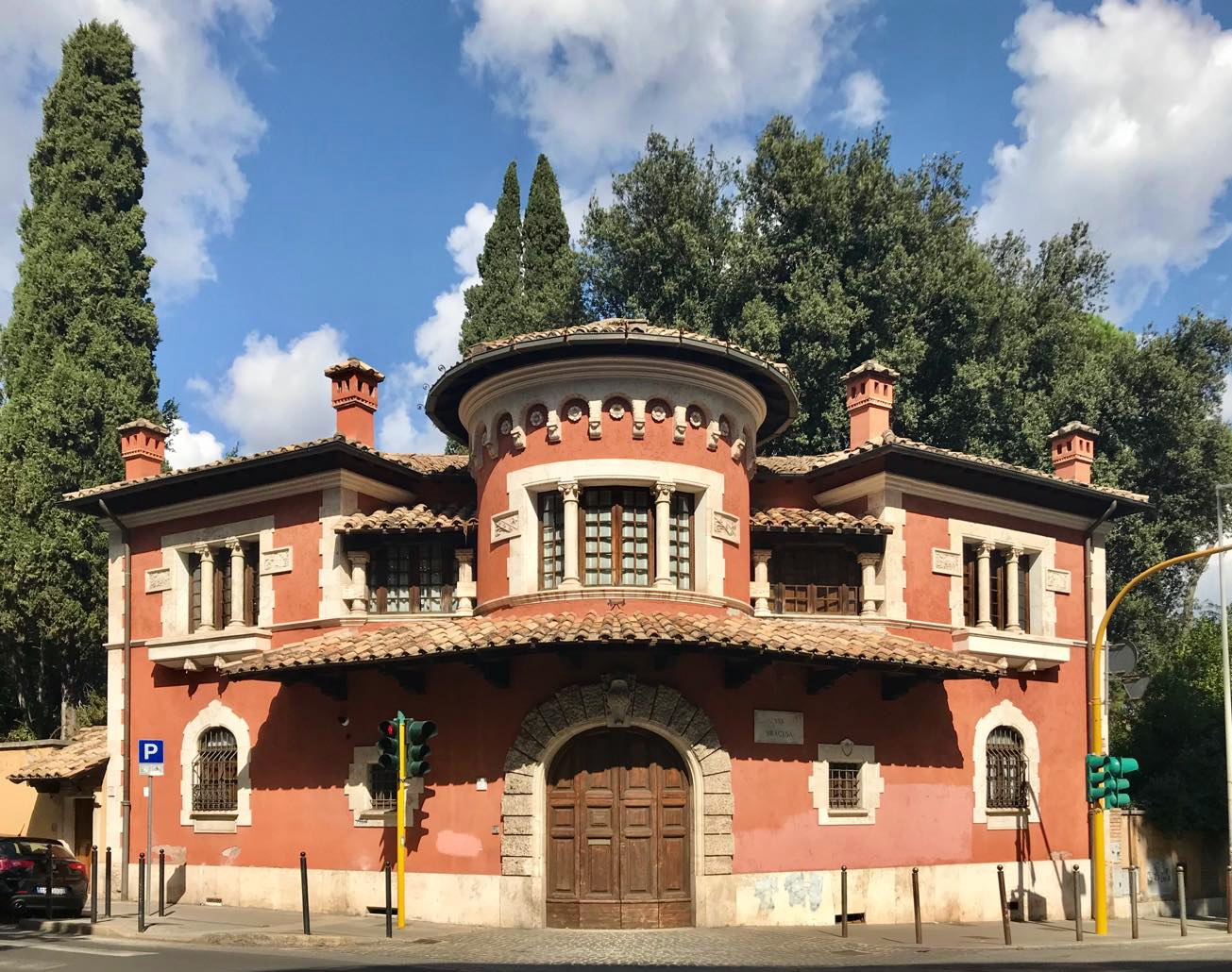
Il villino rosso

Questo edificio è sito nell'angolo della Villa presso l'incrocio di via Spallanzani e via Siracusa. Venne fatto erigere da Giovanni Torlonia Junior per il suo amministratore tra il 1920 e il 1922 mediante un progetto di Paolo Gianoli. Il lato strada consta di un portone centrale posto sotto una grande tettoia mentre, dal lato giardino, un altro portone immette in una rampa che supera un ponte e sale costeggiato da un filare di cipressi. La zona sotto al ponte anticamente serviva per l'accesso alle carrozze. Attualmente, vi è una fontana polilobata e un mascherone appoggiato alla parete, sormontato dallo stemma dei Torlonia, da cui sgorgava l'acqua. All'ingresso del ponte vi sono due sfingi in travertino provenienti da una delle fontane del Valadier site di fronte al Palazzo, demolite durante le trasformazioni di Alessandro Torlonia. La pianta è strutturata in modo condizionato dalle due vie suddette. Lo stile dell'edificio è medievale, come attestano alcune teste zoomorfe, e rinascimentale come le bugnature, i loggiati e le maioliche. Le decorazioni degli interni hanno come tema prevalente i simboli araldici dei Torlonia. Al primo piano vi è il mosaico raffigurante una "Fenice che risorge trionfante dalle ceneri". Il salottino ottagonale del primo piano è decorato a tempera con dei finti pilastri sorreggenti un cornicione sormontato da una cupola a padiglione. I pilastri sono a grottesco in stile Liberty, con allegorie delle quattro stagioni e dei segni zodiacali; la parete è infine ricoperta da una tappezzeria a fasce con disegni di grappoli d'uva. Sopra vi è incisa la data di costruzione dell'edificio: MCMXX. Dopo i lavori di restauro, l'edificio è stato concesso in utilizzo all'Accademia delle scienze o dei Quaranta, che vi ha allestito anche una biblioteca scientifica aperta al pubblico.

### Le vecchie scuderie

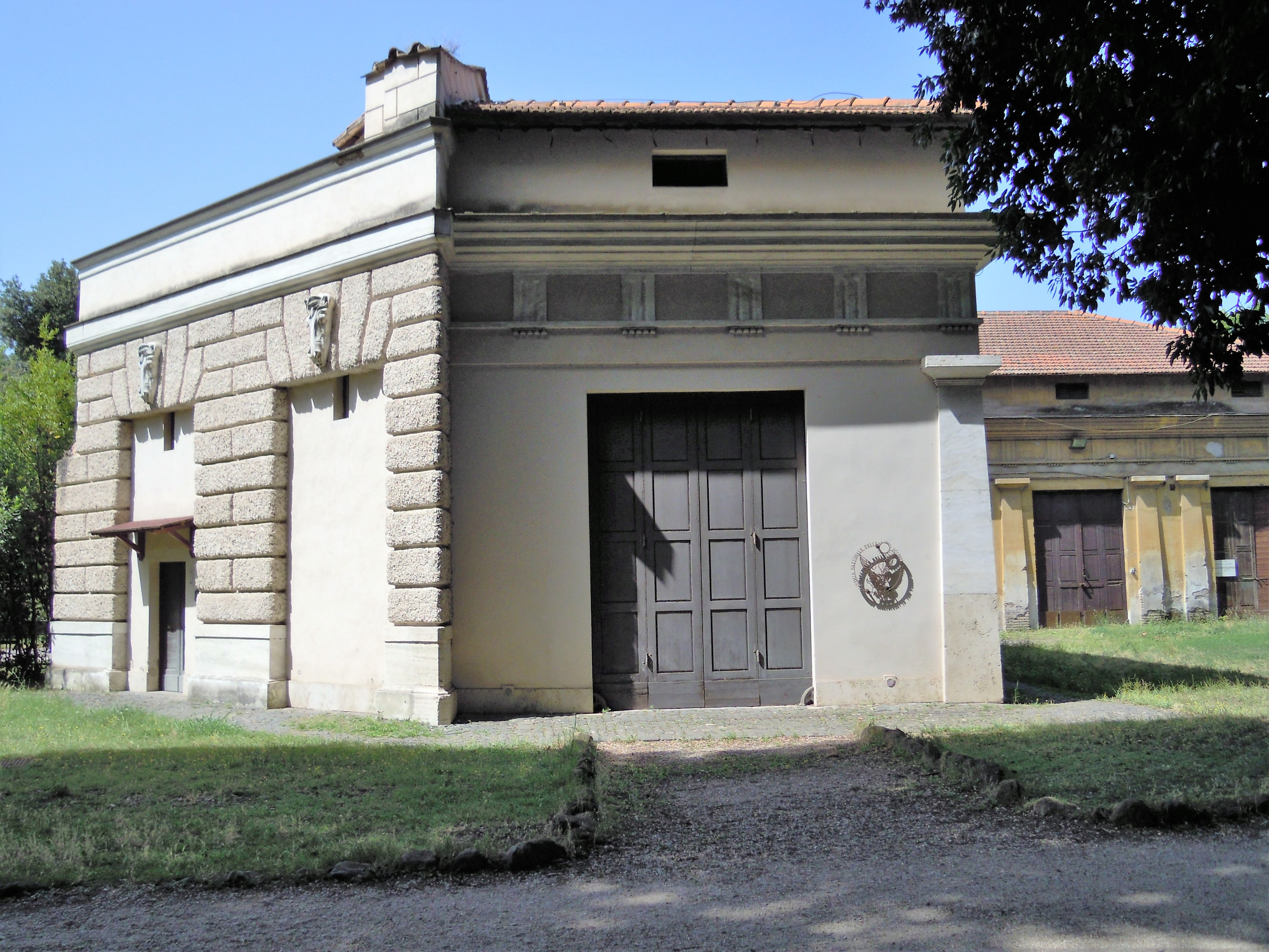
Le vecchie scuderie

Questo edificio fu realizzato verso l'inizio del XIX secolo da Giuseppe Valadier. Il Valadier ideò un edificio con una loggia con sovrastanti statue e le facciate con bugnato. Nel secondo quarto del XIX secolo esso fu ampliato da Giovan Battista Caretti in stile neogotico. L'aspetto dopo queste modifiche ci è giunto solo attraverso delle descrizioni e un disegno dell'interno conservato nell'Archivio Quaroni, il quale ci mostra degli archi a sesto acuto e dei dipinti gotici. Dopo l'acquisto di Alessandro Torlonia, venne decorato da paraste in stile dorico. Dopo i lavori di restauro, i vari locali delle scuderie vecchie ospitano: Biblioteca dell'Accademia delle Scienze, sede del Servizio Giardini, guardianeria per la sorveglianza delle vicine catacombe ebraiche, magazzini, locali per attività culturali.

### Obelischi e colonne onorarie
Obelischi
I due obelischi ottocenteschi di Villa Torlonia sono posti a eguale distanza dal Casino Nobile in asse con i due prospetti principali; furono commissionati da Alessandro Torlonia per onorare la memoria dei genitori. Sono alti poco più di dieci metri e pesano più di 22 tonnellate ciascuno. Le basi sono rivestite di travertino e marmo. Le pietre per realizzare i due obelischi furono estratte dalle cave di granito rosa di Baveno, lavorate a Milano, indi furono trasportate attraverso il Po fino al mare, per essere imbarcate a Venezia e circumnavigare la penisola fino a Fiumicino, attraverso il Tevere fino alla confluenza con l'Aniene; poi trasportate lungo la via Nomentana fino a Villa Torlonia ove giungono il 4 gennaio 1840. Da lì ebbe inizio un lungo lavoro per l'innalzamento. I geroglifici dei due obelischi sono opera del padre barnabita Luigi Ungarelli.
Il primo obelisco venne eretto il 4 giugno 1842 al cospetto del papa Gregorio XVI e di Ludovico di Baviera, e dedicato al padre Giovanni Raimondo Torlonia.
Il secondo venne elevato il 26 luglio in occasione della festa di Sant'Anna e dedicato alla madre Anna Maria e sito nella zona retrostante del palazzo.
Colonne onorarie
Le due colonne onorarie sono poste:
- la prima presso l'obelisco dedicato ad Anna Maria Torlonia: fu elevata da Alessandro Torlonia nel 1840 in onore di suo fratello Carlo;[35]
- la seconda sull'esedra del teatro, ove fu spostata dalla sua precedente collocazione. Fu dedicata da Carlo Torlonia ai suoi genitori.[35]

### Strutture Ipogee
Sotto la villa sono presenti:

#### Catacombe ebraiche
Template:Vedi

#### Rifugio antieareo
Si compone di: un bunker antiaereo realizzato tra il 1942 e il 1943 per proteggere Benito Mussolini e la sua famiglia nella residenza privata di Villa Torlonia a Roma; il Rifugio nella sala centrale del piano seminterrato del Casino Nobile; del Rifugio cantina della Villa attrezzato intorno alla metà del 1940

#### Finta tomba etrusca
Nel 2004, durante i lavori di restauro del Casino Nobile, sotto un blocco di calcestruzzo che chiudeva una piattaforma di marmo in cui si trovavano otto cilindri di ferro (ritenuti basi di gazebo) fu rinvenuto un ipogeo decorato nello stile delle tombe etrusche. Questa sala, posta a una profondità di 2,50 metri e composta di circa 20 metri quadrati, è di forma circolare. Un oculo, chiuso da una grata, funge da presa d'aria. Verosimilmente, per accedere alla sala ipogea si dovevano percorrere alcune gallerie sotterranee attualmente agibili solo parzialmente. Queste sono alte 1,80 metri e provenivano una da nord e una da sud. Quella a nord è chiusa da una frana, quella a sud è chiusa dal bunker antiaereo voluto da Mussolini. La sala ipogea è affrescata a fasce, di cui la prima è a punte lanceolate, la seconda, la quarta e la sesta a figure zoomorfe, la terza a figure fitomorfe stilizzate, la quinta è composta da girali e figure fitomorfe; nell'ultima fascia, entro un girale di acanto vi sono delle figure muliebri che indossano tunica, corona e recano in mano uno specchio. Le pareti hanno lo stesso colore di fondo di tutta la decorazione. Anch'essa è attribuita al Caretti.

#### Galleria sotterranea
Una galleria lunga 57 metri collega il Casino Nobile ed il Casino dei Principi, correndo al di sotto il parco. Recentemente restaurata, è destinata a magazzino espositivo di materiali lapidei.

### Altri arredi di interesse
- Il Lago del Fucino. È sito tra la Casina delle Civette e il Teatro. Si tratta di un piccolo lago circondato da un bosco di bambù creato in ricordo del prosciugamento del lago Fucino.[39]
- La collinetta artificiale di Jappelli. È sita tra il Casino Nobile e la Casina delle Civette. Attualmente, i vialetti che salgono nella collinetta sono stati protetti mediante staccionate di legno che modificano il naturale progetto di Jappelli.[39]
- Edicola mariana. È sita a sud del campo dei tornei entro una scogliera rustica in mattoni con lesene in marmo bianco con gli stemmi dei Torlonia e dei Colonna e anch'essa dedicata da Alessandro Torlonia a Carlo. Attualmente è l'unica testimonianza religiosa nella Villa dopo la demolizione della Cappella di Sant'Alessandro.[40]

### Edifici e arredi scomparsi
Per via dell'ampliamento della via Nomentana avvenuto tra il 1908 e il 1909, il fronte della villa fu arretrato di 20 metri, pertanto alcuni edifici e arredi vennero distrutti e sono noti solo attraverso stampe, descrizioni e immagini fotografiche. Essi sono:
L'ingresso principale
Fu progettato e costruito da Giuseppe Valadier verso il 1828. Era posto verso l'angolo nord-est della villa. Fu ideato come una nicchia entro il muro di cinta. Ai lati constava di due piloni in bugnato liscio, ognuno sormontato da una coppia di sfingi. Fra le due coppie di sfingi vi era lo stemma dei Torlonia. Il cancello era curvo. Delle due coppie di sfingi, attualmente una è posta davanti all'ingresso del Casino dei Principi, l'altra presso la Villa di Federico Zeri a Mentana.
Un secondo ingresso
Quest'altro ingresso era sito all'altra estremità dello stesso muro, in asse con il Palazzo. Fu ripristinato da Giovan Battista Caretti. Sui due piloni vi erano delle coppie di Geni alati che sorreggevano lo stemma dei Torlonia. Il cancello era adornato dagli stessi simboli.
L'anfiteatro
Era sito di fronte alla facciata principale del Casino dei Principi. Fu fatto edificare da Alessandro Torlonia per farvi esibire vari spettacoli, tra cui: corse di cavalli, esibizioni circensi e tauromachie. La pianta era ellittica. L'alzato era composto da bugnato e opus reticolatum alternati sormontato da una ringhiera con piedistalli che sostenevano dei candelabri. Nell'ambulacro vi erano i camerini e degli spazi per gli animali. La costruzione dell'anfiteatro è attribuita a Giovan Battista Caretti e Francesco Gasparoni che verosimilmente vi collaborarono dal 1833. All'epoca della costruzione fu definito più ampio dell'anfiteatro Correa, ricavato nel Mausoleo di Augusto e anch'esso oggi scomparso.
Le false rovine
Furono poste da Giovan Battista Caretti lungo l'antico muro di cinta sulla Nomentana. Esse consistevano in:
Tempio di Minerva. Si trattava di un tempio periptero posto su di un podio con conci squadrati che faceva innalzare le colonne in rovina e i resti della cella sopra il muro di cinta.
Rudere di un anfiteatro. Consisteva in due ordini di archi separati da un cornicione.
La Cappella di Sant'Alessandro
Questo edificio scomparve nel 1903 per motivi ignoti. Fatta costruire da Alessandro Torlonia tra il 1833 e il 1840, fu progettata dal Caretti ed era sita tra il Teatro, la montagnola e il laghetto del Fucino. Le descrizioni che sono giunte fino a noi citano che l'edificio constava di un portico con semplice decorazione interna in stile quattrocentesco e con statue realizzate da Carlo Aureli. Gli affreschi del Caneva ritraevano delle figure in stile trecentesco. Gli elementi decorativi superstiti sono conservati al Museo del Casino Nobile.
Secondo laghetto
Sito dietro il Casino Nobile.

## Patrimonio botanico

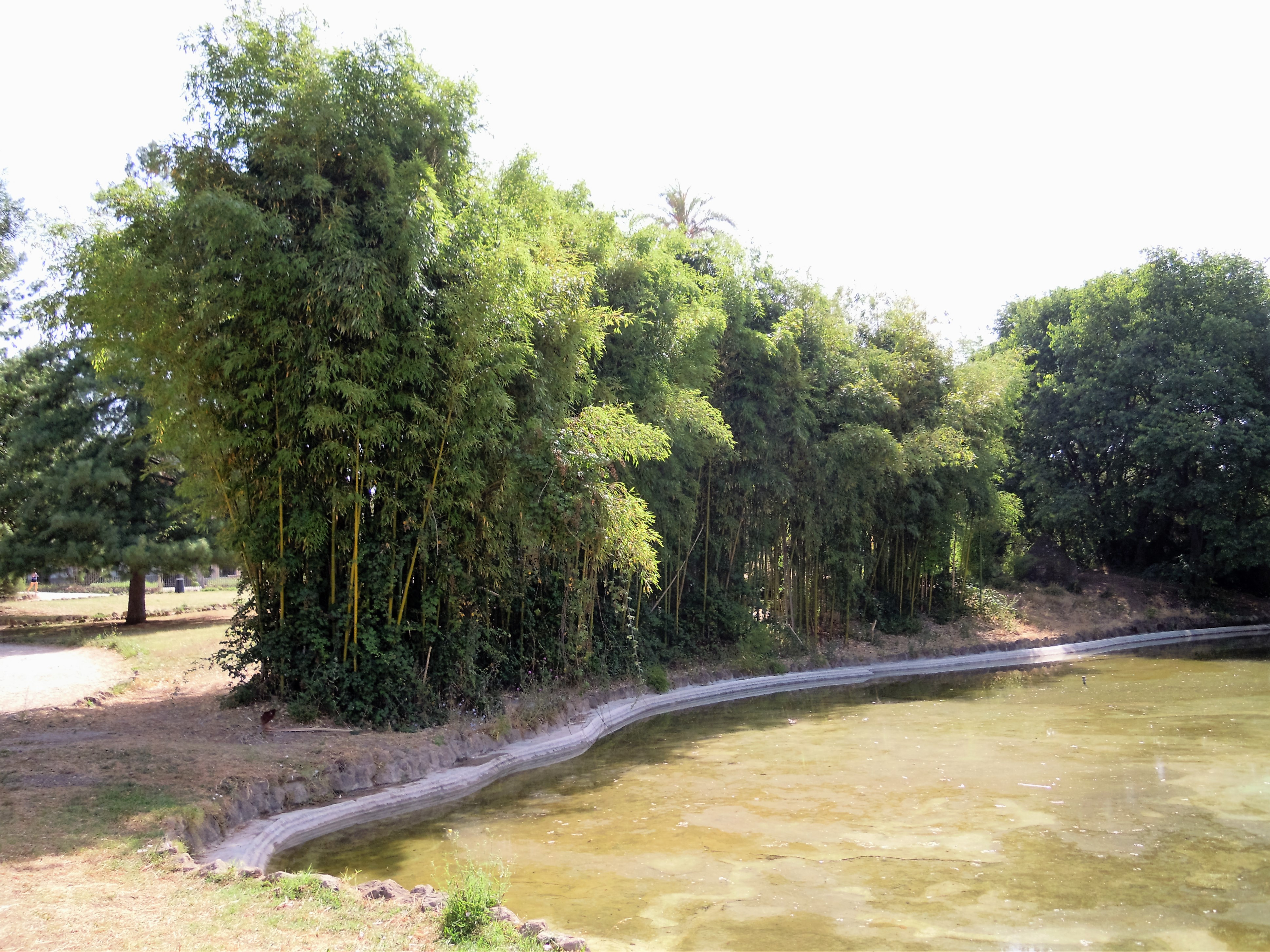
Boschetto di bambù sulla riva del laghetto

L'area naturalistica urbana del parco di Villa Torlonia presenta una notevole biodiversità vegetale per la sua dotazione di alberi e piante. Vi si contano in totale 284 specie diverse. Nel 2024 sono stati tagliati ben otto pini monumentali.
- Tra le varie piante che sono nel parco sono da citare:[44]

delle conifere:
pino domestico;
pino d'Aleppo;
pino americano;
cedro del Libano;
cedro africano;
cedro dell'Himalaia;
delle piante mediterranee:
leccio;
rovere;
olivo;
alloro
oleandro;
fico;
sambuco;
vari tipi di palme:
palma nana;
trachicarpo;
palma delle Canarie;
palma da datteri;
palma azzurra;
palma della California;
lungo i viali interni al parco si possono mirare i seguenti alberi:
tiglio;
platano;
bagolaro;
olmo campestre;
castagno;
alberi da fiore:
mirabolano;
Albero di Giuda;
alberi da frutto:
nespoli del Giappone;
ciliegio;
susino;
arancio amaro;
kaki.
I grandi viali di lecci ai due lati del casino rimasti inalterati nel corso del tempo.

## Collegamenti
| È raggiungibile dalla fermata Viale Regina Margherita/Nomentana | del tram 3 |

| È raggiungibile dalla fermata Viale Regina Margherita/Nomentana | del tram 19 |

 È raggiungibile anche mediante numerose linee di autobus che transitano su via Nomentana (60, 66, 62, 82, 90), su via Bari (490, 495, 649, 61), e su Via Alessandro Torlonia.